# Julien Sebag
 (mai 2017).
Julien Sebag est un mathématicien français né en 1976 dont les thématiques de recherches sont la géométrie algébrique et la géométrie arithmétique.
Sebag soutient sa thèse de doctorat en 2002 à l'université Paris 6 sous la direction de François Loeser et est nommé maître de conférences à l'université Bordeaux I en 2003. En 2009, il devient professeur des universités à l'université de Rennes I.
La théorie de l'intégration motivique a été développée par Loeser et Sebag pour les variétés rigides, à la suite de Denef et Loeser dans sa forme dite géométrique.
Il s'intéresse particulièrement, avec Johannes Nicaise, à la conjecture de la monodromie motivique de Denef et Loeser.

## Prix et récompenses
- Prix Ferran Sunyer i Balaguer (2017) avec Antoine Chambert-Loir (université Paris-Diderot Paris 7) et  Johannes Nicaise (Imperial College London) pour le livre Motific integration[4]

## Publications

### Livres
- avec Raf Cluckers, Motivic Integration and its Interactions with Model Theory and Non-Archimedean Geometry, vol. 1 et 2, Cambridge University Press, coll. « London Mathematical Society Lecture Notes », 2011 (ISBN 978-0521149761)
- (en) avec Antoine Chambert-Loir et Johannes Nicaise, Motivic Integration, vol. 325, Birkhäuser, coll. « Progress in Mathematics », 2018 (ISBN 978-1-4939-7885-4)Prix Ferran Sunyer i Balaguer 2017

### Articles
- (en) avec Johannes Nicaise, « Motivic Serre invariants, ramication, and the analytic Milnor fiber », Invent. Math., vol. 168,‎ 2007, p. 133-173 (arXiv math/0703217)
- (en) avec Johannes Nicaise, « Motivic Serre Invariants of Curves », Manuscripta Math., vol. 128,‎ 2007, p. 105-182
- « Rationalité des séries de Poincaré et des fonctions zêta motiviques », Manuscripta Math., vol. 115,‎ 2004, p. 125-162 (arXiv math/0212025)
- « Intégration motivique sur les schémas formels », Bull. Soc. Math. France, vol. 182,‎ 2004, p. 1-54 (arXiv math/0112249)
- (en) avec François Loeser, « Motivic integration on smooth rigid varieties and invariants of degenerations », Duke Math. J., vol. 119,‎ 2003, p. 315-344 (arXiv math/0107134)